# Thank You for Your Service
Pour plus de détails, voir Fiche technique et Distribution.
Thank You for Your Service est un film américain réalisé par Jason Hall, sorti en 2017. Il s'inspire du livre du même nom du journaliste David Finkel (en).

## Synopsis
Adam Schumann est sergent dans l'armée américaine. Excellent soldat, il est envoyé en Irak. Après avoir sauvé la vie d'un de ses équipiers, il est considéré comme un héros. De retour au pays, Adam retrouve sa femme et ses enfants. Mais la guerre reste profondément ancrée en lui. En effet, Adam et les autres membres de son régiment souffrent de trouble de stress post-traumatique. L'armée ne semble malheureusement pas préparée à gérer ce genre de problèmes.

## Fiche technique
Sauf indication contraire, les informations mentionnées dans cette section peuvent être confirmées par les bases de données cinématographiques IMDb et Allociné,  présentes dans la section « Liens externes ».
- Titre original : Thank You for Your Service
- Réalisation : Jason Hall
- Scénario : Jason Hall, d'après l’œuvre Thank You for Your Service (en) de David Finkel (en)
- Musique : Thomas Newman
- Direction artistique : Jamie Lockhart, Erik Polczwartek, Aziz Rafiq et Marco Trentini
- Décors : Keith P. Cunningham et John P. Goldsmith
- Costumes : Hope Hanafin
- Photographie : Roman Vasyanov
- Son : Skip Lievsay, Lawrence Zipf
- Montage : Jay Cassidy et Dino Jonsäter
- Production : Jon Kilik
  - Production exécutive : Jimmy Abounouom (Maroc)
  - Production déléguée : Jane Nerlinger Evans et Ann Ruark
  - Coproduction : Holly Bario et Alex G. Scott
- Sociétés de production :
  - États-Unis : Dreamworks Pictures et Dune Films
  - Inde : Reliance Entertainment
- Sociétés de distribution : Universal Pictures (États-Unis, Canada) ; Reliance Big Entertainment (Inde) ; Entertainment One (Belgique)[1]
- Budget : 20 millions USD[2],[3]
- Pays de production :  États-Unis[4],[N 1]
- Langue originale : anglais
- Format : couleur — Codex ARRIRAW — 2,35:1 (Panavision) — son Dolby Digital
- Genre : drame biographique, guerre
- Durée : 109 minutes
- Dates de sortie[5] :
  - États-Unis : 15 octobre 2017 (Heartland Film Festival) ; 27 octobre 2017 (sortie nationale)
  - Québec : 27 octobre 2017[6]
  - Inde : 17 novembre 2017
  - Belgique : 22 novembre 2017[7]
  - France : Pas de sortie
- Classification[8] :
  - États-Unis : les enfants de moins de 17 ans doivent être accompagnés d'un adulte (R – Restricted)[N 2]
  - Inde : interdit aux moins de 18 ans (contenant des scènes de violence, d'horreur ou de nudité) (A - Adult Only)
  - Belgique : tous publics (Alle Leeftijden)[7]
  - Québec : 13 ans et plus (13+ / 13 years and over)[6]

## Distribution
- Miles Teller : Staff Sergeant Adam Schumann
- Haley Bennett : Saskia Schumann, la femme d'Adam
- Beulah Koale (en) : Tausolo Aieti
- Joe Cole : Billy Waller
- Amy Schumer : Amanda Doster
- Brad Beyer : sergent 1re classe James Doster
- Keisha Castle-Hughes : Alea
- Scott Haze : Michael Adam Emory
- Omar Dorsey : Dante
- Kate Lyn Sheil : Bell

## Production

### Genèse et développement
En mars 2013, il est annoncé que DreamWorks SKG vient d'acquérir les droits du livre non-fictionnel Thank You for Your Service du journaliste américain David Finkel (en), publié en 2013. Ce livre fait suite à The Good Soldiers, publié en 2009, qui revenait sur le sort de soldats américains en Irak en 2007. Steven Spielberg est alors envisagé à la réalisation. En juin 2013, Jason Hall (scénariste de American Sniper) est engagé pour adapter le livre en script,.
En juin 2015, The Hollywood Reporter confirme que Jason Hall fera ses débuts de réalisateur, en plus d'être le scénariste. Jon Kilik produit le film, alors qu'Universal Pictures obtient les droits pour la distribution américaine.

### Attribution des rôles
En juin 2013, alors que Steven Spielberg doit réaliser le film, Daniel Day-Lewis est attaché à un rôle et doit collaborer avec le réalisateur, tout juste après Lincoln (2012).
En août 2015, il est révélé que Miles Teller est en négociations pour incarner Adam Schumann, un soldat quittant l'Irak très marqué. En octobre 2015, Haley Bennett obtient le rôle de la femme d'Adam,. En décembre 2015, le Néo-Zélandais Beulah Koale décroche le rôle de Solo, un soldat américano-samoan.
En janvier 2016, Scott Haze rejoint ensuite la distribution, dans le rôle d'un soldat souffrant de trouble de stress post-traumatique. Il est suivi par Joe Cole. En février 2016, Amy Schumer, Keisha Castle-Hughes, Brad Beyer, Omar Dorsey et Kate Lyn Sheil rejoignent la distribution.

### Tournage
Le tournage débute le 9 février 2016 à Atlanta. En mars 2016, quelques scènes sont tournées dans le centre commercial Gwinnett Place Mall à Duluth. Les scènes se déroulant en Irak sont tournées au Maroc,.

## Accueil

### Accueil critique
Le film reçoit des critiques plutôt positives. Sur l'agrégateur américain Rotten Tomatoes, il obtient 78% d'opinions favorables pour 74 critiques et une note moyenne de 6,7⁄10. Sur Metacritic, le film décroche une moyenne de 68⁄100, pour 30 critiques.

## Distinctions

### Récompense
- Heartland Film 2017 : Prix du film le plus émouvant pour Jason Hall

### Nomination
- Georgia Film Critics Association (GAFCA) 2018 : Prix Oglethorpe pour l'excellence du cinéma de Géorgie pour Jason Hall